# Mausolée Sidi Lakhmi
Le mausolée de Sidi Lakhmi ou mausolée de Sidi Abi El Hassan El Lakhmi (arabe : زاوية سيدي أبي الحسن اللخمي) est l'une des zaouïas les plus anciennes et les plus importantes de la médina de Sfax. Elle est située à l'extérieur des remparts.

## Histoire
Selon l’inscription à l'entrée du mausolée, le monument est construit au XVIIe siècle sous le règne des Mouradites, six siècles après le décès du saint Sidi Abou El Hassan El Lakhami en 1085. Ce dernier a d'abord été enterré dans l'ancien cimetière de Sfax (plus vieux cimetière de la ville).
Au fil du temps, le mausolée acquiert un statut religieux important et devient une destination pour les populations locales de Sfax et des villes adjacentes pour la prière et la bénédiction. L'édifice reçoit des visiteurs pendant des siècles jusqu'à sa fermeture par les autorités tunisiennes en 2011, après la révolution.

## Localisation
La zaouïa de Sidi Lakhmi est située à l'extérieur des remparts de la médina, du côté nord près de Bab Jebli. Elle est accolée à la mosquée Sidi Lakhmi bâtie au cours du XXe siècle.

## Architecture
Avant la construction de la mosquée Sidi Lakhmi (appelée aussi mosquée El Jedid), l’accès au mausolée se fait par une petite entrée en face de Bab Jebli et qui s'ouvre sur un petit patio. Ce dernier comporte deux galeries latérales : La première, du côté oriental, est basée sur une colonne et donne accès à la salle d'eau, une midhat et un puits. La deuxième, du côté occidental, est composée de deux arcades et mène à une petite pièce rectangulaire.
La salle rectangulaire du sanctuaire est décorée avec un style ottoman, avec des chapiteaux de style hafside. Elle est munie d'un dôme constitué de tubes de poterie qui aident à réduire le poids total, et des blocs de coin en calcaire qui permettent le passage de la base carrée à la partie circulaire.